# Vladimir Maneyev
Vladimir Maneyev (Novokuznetsk, Unión Soviética, 5 de febrero de 1932-ídem, 8 de enero de 1985) fue un deportista soviético especialista en lucha grecorromana donde llegó a ser subcampeón olímpico en Melbourne 1956.

## Carrera deportiva
En los Juegos Olímpicos de 1956 celebrados en Melbourne ganó la medalla de plata en lucha grecorromana estilo peso wélter, tras el luchador turco Mithat Bayrak (oro) y por delante del sueco Per Berlin (bronce).